# 아사카역 (사이타마현)
아사카역(일본어: 朝霞駅)은 일본 사이타마현 아사카시에 있는 철도역이다.

## 역 구조
섬식 승강장 2면 4선의 지상역이고 교상역사를 가지고 있다. 2008년 3월 18일 발차 멜로디의 사용을 시작했다.
상업 시설로서 "EQUIA아사카"가 2010년 4월 28일에 오픈했다.

### 승강장
| 1 | ■ 도조 본선 | 시키·후지미노·가와고에·사카도·신린코엔·오가와마치 방면 (급행 혹은 준급 열차가 사용함) |
| 2 | ■ 도조 본선 | 시키·후지미노·가와고에·사카도·신린코엔·오가와마치 방면 (보통 열차가 사용함) |
| 3 | ■ 도조 본선 | 와코시·나리마스·가미이타바시·이케부쿠로 방면 (보통 열차가 사용함) ○ 지하철 유라쿠초 선 나가타초·신키바 방면 (보통 열차가 사용함) ○ 지하철 후쿠토신 선 신주쿠 3초메·시부야 방면 (보통 열차가 사용함) |
| 4 | ■ 도조 본선 | 와코시·나리마스·이케부쿠로 방면 (급행 혹은 준급 열차가 사용함) |

## 이용 상황
2010년도의 하루 평균 승하차 인원은 61,358명이다. 2000년대 이후에는 대형 아파트 등 주택 건설이 잇따르고 승하차 인원은 급행 정차역의 나리마스 역을 웃돌게 되었다.

## 역 주변

### 남구
- 아사카시청
- 아사카 우체국
- 아사카 중앙공원
  - 아사카 시영 구장
  - 아사카 중앙공원 육상 경기장
- 아사카 시민회관
- 아사카 시립 도서관
- 아사카 중앙공민관
- 아사카 시 종합체육관
- 아오바다이 공원
- 아사카 보건소
- 아사카혼초 우체국
- 육상자위대 아사카 주둔지
- 세무대학교
- 사이타마 현립 아사카 고등학교
- 사이타마 현립 아사카니시 고등학교

### 동구
- 아사카 단지

## 역사
- 1914년 5월 1일: 히자오리역으로 영업 개시.
- 1932년 5월 10일: 아사카역으로 개명.
- 1987년 8월 25일: 와코시 ~ 시키 역간 복복선 공용 개시.
- 2008년 3월 18일: 발차 멜로디 사용 개시.
- 2008년 4월 1일: 북구(北口)를 동구(東口)로 개칭.
- 2010년 4월 28일: 역 구내 개찰 외에 22개의 점포로 구성된 EQUiA아사카가 오픈.
- 2010년 7월 15일: 남구(南口) 로터리 근처에 24시간 영업의 도부 스토어 아사카점이 오픈.

## 사진

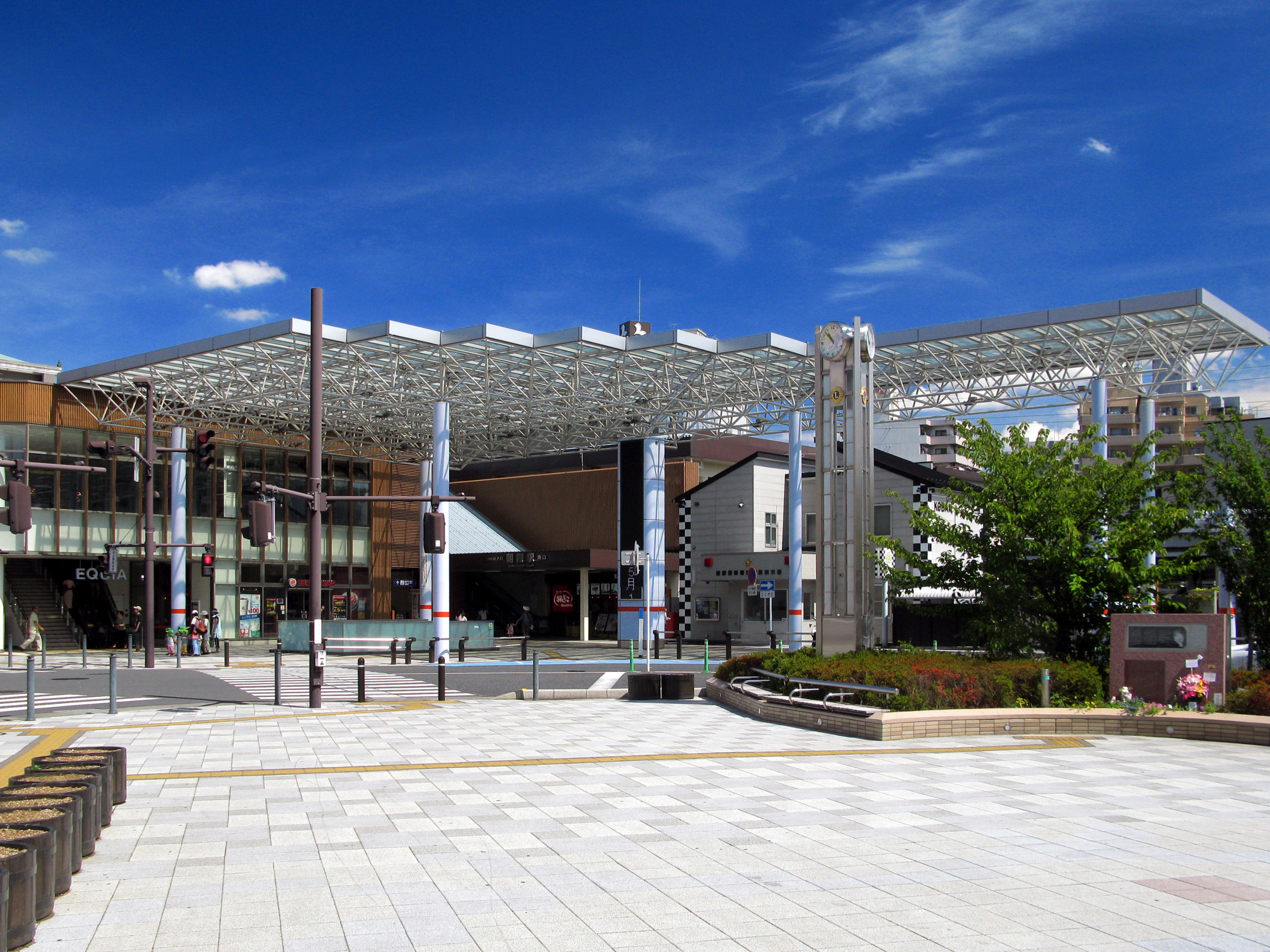
남쪽 출입구

## 같이 보기
- 아사카역 (오사카부)

| 도부 철도 ■ 도조 본선        | 도부 철도 ■ 도조 본선 | 도부 철도 ■ 도조 본선            |
| ---------------------------- | --------------------- | -------------------------------- |
| TJ-11 와코시 이케부쿠로 방면 | ■ 준급 ■ 보통         | 아사카다이 TJ-13 오가와마치 방면 |